# Украинская национально-демократическая партия
Украи́нская национа́льно-демократи́ческая па́ртия (УНДП) — политическая партия конца XIX — начала XX века на Украине. Основана в декабре 1899 во Львове бывшими членами Украинской радикальной партии по инициативе Ивана Франко, Михаила Грушевского, Владимира Охримовича, Вячеслава Будзиновского, Евгения Левицкого, Теофила Окуневского, Теодора Савойки.
Программа партии содержала требования демократизации политической жизни в Австро-Венгрии с использованием легальных парламентских средств; равноправия украинского и польского населения в Галичине; создания украинского коронного края; введения прогрессивного налога, защиты интересов крестьян (выкуп крупных земельных владений и наделение крестьян землей). Автором брошюры о программе и идеологических задачах УНДП был З. Скварко.
Высший орган партии — Народный комитет, возглавлявшийся Юлианом Романчуком.
Официальное партийное издание УНДП — газета «Діло».
В годы Первой мировой войны партия приняла участие в создании и деятельности проавстрийской Главной украинской рады, позже — Всеобщей украинской рады.
На партийном съезде 28 марта 1919 года в Станиславе была переименована в Украинскую трудовую партию, в 1925 году влившуюся в Украинское национально-демократическое объединение.